# Hermanos Alinari
Los hermanos Allinari son una saga de fotógrafos  profesionales que comenzaron su actividad fotográfica en 1854 en Florencia. El estudio fotográfico lo abrieron los hermanos Leopoldo (1832-1865), Giuseppe (1836-1892) y Romualdo Alinari (1830-1891) al modo de una empresa familiar. La empresa continúa en la actualidad ofreciendo diversos servicios relacionados con la fotografía, siendo la más antigua del mundo.
El iniciador fue Leopoldo que había trabajado como aprendiz con Giuseppe Bardi donde aprendió técnicas litográficas y el daguerrotipo.  En 1850 abre un pequeño laboratorio con su maestro Bardi y en 1854 compra los fondos del maestro y funda la empresa Fratelli Alinari. Poco después se asocia con Romualdo y al final Giuseppe. El tema principal de especialización es la fotografía de obras de arte, además del retrato. La empresa disponía de un acuerdo con el Vaticano y el Museo del Louvre para realizar fotografías en el interior.
En 1855 empiezan a comercializar fotografías de obras de arte de Florencia, Pisa y Siena mediante un catálogo. En 1861 sacan un segundo catálogo con más obras, especialmente las de Rafael que se encuentran en Venecia.
En 1865, tras la muerte de Leopoldo, Giuseppe asume la dirección de la empresa. En 1868 abren una sucursal en Roma. Tras la muerte de Romualdo, y tres meses después de Giuseppe, la dirección pasó a cargo de Vittorio (1859-1932), hijo de Leopoldo, que fue su director entre 1892 y 1918. Con Vittorio la empresa empezó a diversificar su trabajo fotográfico abordando el retrato, la fotografía documental y la publicidad, así como actividades de editorial y reproducciones diversas, por lo que se convirtió en un "emporio documental". En 1893 y 1896 publicaron nuevos catálogos con imágenes de Roma y un recopilatorio de 40 años de trabajo fotográfico. En 1920 Vittorio convierte la empresa en una sociedad anónima con el nombre de IAEA (Hermanos Alinari, Instituto de Ediciones Artísticas). En 1921, tras la publicación de su obra Paisaggio italico nella Divina Comedia (Paisajes italianos en la Divina Comedia), donde recogía fotografías de todos los paisajes que aparecen en la obra, Vittorio se retiró de los negocios y murió el 28 de agosto de 1932 en su casa de Livorno.
En 1985 fue inaugurado un museo con sede en el Palazzo Rucellai y con el nombre de Museo Nacional Alinari de la Fotografía (Museo de Storia della Fotografia Fratelli Alinari) en honor a los Hermanos Alinari. En 1998 se creó la fundación Fratelli Alinari (Fondazione per la storia della Fotografia) y en 2006 se trasladó a su ubicación actual, en el «Hospital de San Pablo» en la plaza de Santa María Novella en Florencia. Fue el primer museo dedicado exclusivamente a la fotografía en Italia. Además de organizar exposiciones, la institución también participa en la conservación y restauración de originales, con cerca de 350.000 fotografías originales realizadas por diferentes procesos como copia a la albúmina, colodión húmedo, gelatino-bromuro, calotipos, daguerrotipos y ambrotipos estereoscópicos. Está considerado como uno de los mayores y mejores archivos de arte que existen en el mundo.